# Жашко, Тихон Макарович
Ти́хон Мака́рович Жашко́ (15 декабря 1911, деревня Веретье, Воронежская губерния — 30 марта 1989, Москва) — советский военный деятель, гвардии полковник (1943 год).

## Биография
Тихон Макарович Жашко родился 15 декабря 1911 года в деревне Веретье (ныне Острогожского района Воронежской области).
В феврале 1933 года был призван в ряды РККА и направлен в 1-й стрелковый полк (Московская Пролетарская стрелковая дивизия, Московский военный округ), где окончил курсы одногодичников, а затем был направлен на учёбу в Бакинскую военную пехотную школу. После окончания школы в 1936 году был направлен в 20-ю горнострелковую дивизию (Закавказский военный округ), где служил на должностях командира полуроты и разведывательной роты 59-го горнострелкового полка, а с июля 1938 года — помощником начальника штаба 60-го горнострелкового полка.
В мае 1939 года Жашко был направлен на учёбу на курсы штабных работников при Военной академии имени М. В. Фрунзе, после окончания которых в январе 1940 года вернулся в 20-ю горнострелковую дивизию, где был назначен на должность помощника начальника штаба 160-го горнострелкового полка, а в сентябре того же года — на должность начальника штаба 265-го горнострелкового полка этой же дивизии.
В 1941 году окончил заочный факультет Военной академии имени М. В. Фрунзе.

### Великая Отечественная война
С началом войны находился на прежней должности и в декабре 1941 года был назначен на должность начальника 1-го отделения штаба 334-й стрелковой дивизии, в мае 1942 года — на должность начальника 1-го отделения штаба, а в октябре 1944 года — на должность начальника штаба этой же дивизии.
Со 2 декабря 1944 по 8 января 1945 года полковник Тихон Макарович Жашко временно исполнял должность командира 75-го стрелкового корпуса, который принимал участие в боевых действиях в ходе Будапештской наступательной операции. 20 декабря корпус под командованием Жашко прорвал оборону противника и к 30 декабря вышел в район озера Балатон, отразив контратаки противника. В январе 1945 года был назначен на должность начальника штаба этого же корпуса, после чего участвовал в ходе Балатонской оборонительной и Венской наступательной операций. В период со 2 по 16 февраля 1945 года командовал 180-й стрелковой дивизией.

### Послевоенная карьера
В июне 1945 года полковник Жашко был назначен на должность старшего помощника начальника отдела Управления по использованию опыта войны Генерального штаба. С октября того же года находился в распоряжении Военного совета Прибалтийского военного округа и в декабре был назначен на должность начальника штаба 119-й гвардейской стрелковой дивизии.
В ноябре 1946 года был направлен на учёбу в Военно-дипломатическую академию ВС СССР, после окончания которой с августа 1950 года находился в распоряжении 2-го Главного управления Генштаба и в октябре 1953 года был назначен на должность начальника штаба 38-й гвардейской стрелковой дивизии, а в декабре 1954 года — на должность старшего преподавателя военной кафедры Московского инженерно-физического института.
Полковник Тихон Макарович Жашко в августе 1959 года вышел в запас. Умер 30 марта 1989 года в Москве.

## Награды
- Три ордена Красного Знамени;
- Орден Суворова 2 степени;[2]
- Орден Кутузова 2 степени;
- Орден Отечественной войны 1 степени;
- Два ордена Красной Звезды;
- Медали.